# Larry Stefanki
Larry Stefanki (Elmhurst, 23 luglio 1957) è un ex tennista e allenatore di tennis statunitense.

## Carriera
Ottenne il suo best ranking in singolare il 25 febbraio 1985 con la 35ª posizione, mentre nel doppio divenne il 9 luglio 1984, il 50º del ranking ATP.
La sua fama come giocatore è legata soprattutto all'unico torneo vinto in singolare: il prestigioso La Quinta Classic 1985 disputato nella città di La Quinta dove risiedeva. Il trionfo fu clamoroso perché era entrato nel tabellone principale con una wild card. In finale superò il connazionale David Pate con il punteggio di 6-1, 6-4, 3-6, 6-3. In doppio vinse tre tornei del circuito maggiore su un totale di sette finali raggiunte, gran parte delle quali in coppia con Robert Van't Hof.
Viene ricordato per i successi ottenuti come allenatore; tra i suoi assistiti vi furono John McEnroe, Tim Henman, Marcelo Ríos e Evgenij Kafel'nikov; in particolar modo Ríos e Kafel'nikov raggiunsero il numero uno delle classifiche mondiali sotto la sua guida. Stefanki è stato inoltre l'allenatore di Fernando González e di Andy Roddick, tennista che seguì fino al momento del ritiro dal tennis professionistico.

## Statistiche

### Tornei ATP

#### Singolare

##### Vittorie (1)
| Legenda singolare           |
| Grande Slam (0)             |
| ATP World Tour Finals (0)   |
| ATP Super 9 (0)             |
| ATP Championship Series (0) |
| ATP World Series (1)        |

| Numero | Data             | Torneo                       | Superficie | Avversario in finale | Punteggio          |
| 1.     | 18 febbraio 1985 | Pilot Pen Classic, La Quinta | Cemento    | David Pate           | 6-1, 6-4, 3-6, 6-3 |

#### Doppio

##### Vittorie (3)
| Legenda singolare           |
| Grande Slam (0)             |
| ATP World Tour Finals (0)   |
| ATP Super 9 (0)             |
| ATP Championship Series (0) |
| ATP World Series (3)        |

| Numero | Data            | Torneo                | Superficie    | Compagno         | Avversari in finale            | Punteggio     |
| 1.     | 10 agosto 1981  | Stowe Open, Stowe     | Cemento       | Johan Kriek      | Brian Gottfried Robert Lutz    | 2-6, 6-1, 6-2 |
| 2.     | 8 novembre 1982 | ATP Taipei, Taipei    | Sintetico (i) | Robert Van't Hof | Fred McNair Tim Wilkison       | 6-3, 7-6      |
| 3.     | 18 giugno 1984  | Bristol Open, Bristol | Erba          | Robert Van't Hof | John Alexander John Fitzgerald | 7-6, 7-6      |

##### Sconfitte in finale (4)
| Legenda singolare           |
| Grande Slam (0)             |
| ATP World Tour Finals (0)   |
| ATP Super 9 (0)             |
| ATP Championship Series (0) |
| ATP World Series (4)        |

| Numero | Data            | Torneo                                 | Superficie    | Compagno         | Avversari in finale            | Punteggio     |
| 1.     | 10 marzo 1980   | Stuttgart Indoor, Stoccarda            | Cemento (i)   | Tim Mayotte      | Wojciech Fibak Tomáš Šmíd      | 4-6, 6-7      |
| 2.     | 13 ottobre 1980 | Guangzhou Open, Canton                 | Sintetico (i) | Andy Kohlberg    | Ross Case Jaime Fillol         | 2-6, 6-7      |
| 3.     | 19 ottobre 1981 | Japan Open Tennis Championships, Tokyo | Terra rossa   | Robert Van't Hof | Heinz Günthardt Balázs Taróczy | 6-3, 2-6, 1-6 |
| 4.     | 11 gennaio 1982 | Heineken Open, Auckland                | Cemento       | Robert Van't Hof | Andrew Jarrett Jonathan Smith  | 5-7, 6-7      |

### Tornei minori

#### Singolare

##### Vittorie (2)
| Legenda tornei minori |
| Challenger (2)        |
| Futures (0)           |

| Numero | Data             | Torneo                | Superficie | Avversario in finale | Punteggio     |
| 1.     | 2 marzo 1981     | Lagos Open, Lagos     | Cemento    | Peter Feigl          | 5-7, 6-3, 6-0 |
| 2.     | 14 febbraio 1983 | Ogun Challenger, Ogun | Cemento    | Mike Barr            | 5-7, 6-3, 7-6 |

#### Doppio

##### Vittorie (5)
| Legenda tornei minori |
| Challenger (5)        |
| Futures (0)           |

| Numero | Data              | Torneo                                    | Superficie  | Compagno      | Avversari in finale        | Punteggio     |
| 1.     | 3 marzo 1980      | Kaduna Challenger, Kaduna                 | Terra rossa | Chris Mayotte | Robin Drysdale John Feaver | 6-4, 3-6, 6-2 |
| 2.     | 29 settembre 1980 | Mexico City Challenger, Città del Messico | Cemento     | Scott McCain  | Glen Holroyd Craig Wittus  | 6-3, 6-3      |
| 3.     | 2 marzo 1981      | Lagos Open, Lagos                         | Cemento     | Bruce Kleege  | Ian Harris Craig Wittus    | 6-2, 3-6, 6-3 |
| 4.     | 7 febbraio 1983   | Nairobi Challenger, Nairobi               | Terra rossa | John Austin   | Phil Lehnhoff Mark Wagner  | 6-2, 6-3      |
| 5.     | 29 ottobre 1986   | Fukuoka Challenger, Fukuoka               | Cemento     | Jim Grabb     | David Dowlen Leif Shiras   | 6-1, 6-3      |